# Petro Czilibi
Petro Chrystoforowycz Czilibi (ukr. Петро Христофорович Чілібі, ros. Петр Христофорович Чилиби, Piotr Christoforowicz Czilibi, gr. Πέτρος Τσιλίμπις; ur. 21 marca 1955 roku w Zaporożu) – ukraiński piłkarz pochodzenia greckiego, występujący na pozycji obrońcy lub pomocnika, trener piłkarski.

## Kariera piłkarska

### Kariera klubowa
Wychowanek Szkoły Piłkarskiej Metałurh Zaporoże, w którym w 1974 rozpoczął karierę piłkarską. W latach 1977–1978 odbywał służbę wojskową w SK Odessa. Po zakończeniu służby pozostał w Odessie, występując w Czornomorcu. W 1983 powrócił do Metałurha Zaporoże, a w następnym roku przeszedł do Dnipra Dniepropetrowsk. Po jednym sezonie wrócił do Odessy, w której bronił barw SK. W 1989 ukończył karierę zawodową.

## Kariera trenerska
Po zakończeniu kariery zawodniczej został prezesem odrodzonego klubu SKA Odessa. 1 kwietnia 1993 z jego inicjatywy został założony klub „Riszelje Odessa”, w którym pracuje do dziś jako grający trener oraz prezesem klubu.

## Sukcesy i odznaczenia

### Sukcesy klubowe
- wielokrotny mistrz Ukrainy spośród drużyn seniorskich w składzie „Riszelje Odessa”

### Sukcesy reprezentacyjne
- mistrz Europy spośród seniorów: 1999
- mistrz Świata spośród seniorów: 2000

### Odznaczenia
- nagrodzony tytułem Mistrza Sportu ZSRR